# Google Street View

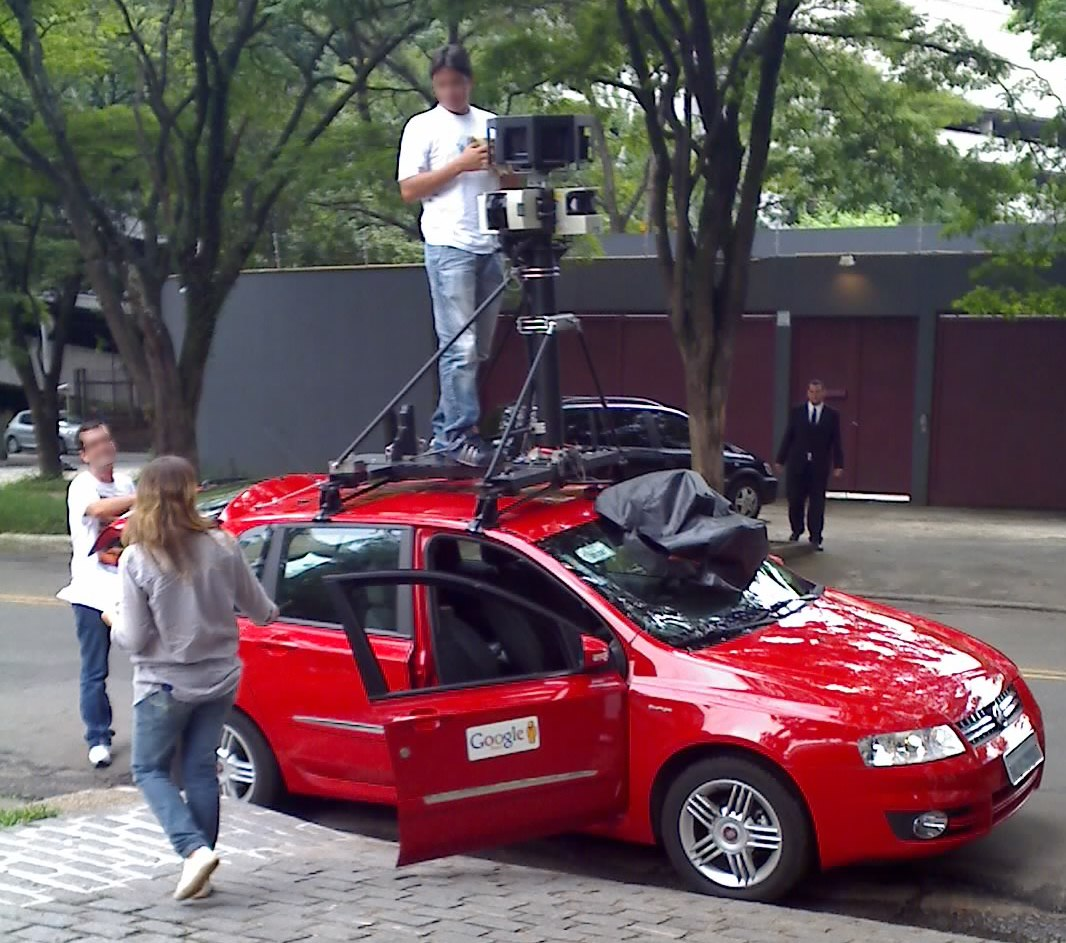
Cotxe de Google Street View en la ciutat de São Paulo, Brasil.

Google Street View és una tecnologia que apareix a Google Maps i Google Earth i ofereix vistes panoràmiques des de diverses posicions al llarg de molts carrers del món. Va ser llançat el 25 de maig del 2007, originalment només en diverses ciutats dels Estats Units, i des d'aleshores ha anat ampliant per incloure a més ciutats i zones rurals de tot el món.
En els llocs on estan disponibles, les imatges de Street View apareixen després d'augmentar el zoom més enllà del nivell de zoom més alt dels mapes i les imatges de satèl·lit, i també en arrossegar la icona d'un "ninot" a sobre d'un put del mapa. Quan s'arrossega la icona del ninot, apareixe unes línies blaves al mapa mostrant les imatges disponibles de Street View. Amb el teclat o el ratolí, es pot seleccionar la visualització d'adreces horitzontals i verticals i el nivell de zoom. Una línia ininterrumpuda o segmentada a la foto mostra el recorregut aproximat que va seguir el cotxe amb càmera, mentre que unes fletxes enllacen cap a la següent foto en cada direcció. A les interseccions i els creuaments dels recorreguts del cotxe amb càmera, es mostren més fletxes. En fer servir Google Maps, els usuaris poden passar al mode estereoscòpic en 3D clicant amb el botó dret del ratolí sobre Street View per obtenir una versió anaglifa de qualsevol imatge de Street View. No obstant això, aquest mode requereix que els usuaris portin ulleres red/cian per veure els efectes en 3D.
El 21 de novembre del 2008, Street View va ser afegit a l'aplicació de mapes instal·lada a l'iPhone d'Apple. El 10 de desembre de 2008, Street View va ser afegit a l'aplicació de mapes per a la tercera edició de S60. Street View també ha estat afegit a les versions de Google Maps de Blackberry i Windows Mobile. Totes les versions de Google Maps pel sistema operatiu d'Android compten amb Street View, i la brúixola digital es pot fer servir per veure mirar les ubicacions.
Google Street View mostra panoràmiques d'imatges stitching fetes per una flota de cotxes especialment adaptats. Les zones no accessibles per cotxes, com zones de vianants, carrers estrets, carrerons i estacions d'esquí, són cobertes de vegades per Google Trikes (tricicles), motos de neu, o barques. En cadascun d'aquest vehicles hi ha nou càmeres direccionals per vistes de 360° a una alçada de 2,5 – 3 metres, unitats GPS pels posicionaments i escàners de làser de Sick AG pel mesurament de fins a 50 metres 180° al davant del vehicle. Aquests s'utilitzen per enregistrar un model 3D aproximat dels voltants, permeten transicions 3D semblants entre diferents panorames on les imatges de l'entorn són momentàniament ubicades al mapa en aquest model 3D mentre s'atenua per crear un canvi de perspectiva animat mentre l'usuari viatge des d'un panorama cap a un altre. També hi ha antenes 3G/GSM/Wi-FI per escanejar 3G/GSM i hotsports Wi-Fi. Més recentment, les imatges d'alta resolució s'han basat en càmeres de maquinària lliure d'Elphel.

## Desenvolupament
Google Street View es va introduir als Estats Units el 25 de maig del 2007 i, fins al 26 de novembre del 2008, comptava amb marcadors d'icona de càmera, cadascun representant com a mínim una gran ciutat o zona (tal com un parc), i normalment les altres ciutats properes, localitats, suburbis, i parcs. Moltes zones cobertes no es representaven amb icones.

## Característiques
- Els carrers amb imatges de Street View disponibles es mostren com a línies a Google Maps.
- Les vistes interiors de negocis es mostren com a petits cercles taronges. Els negocis com botigues, cafeteries, i altres locals poden pagar a un fotògraf perquè tregui panoràmiques de l'interior del seu local les quals s'inclouen més tard a Street View.
- Els panorames aportats pels usuaris es mostren com a petits cercles blaus.
- Qüestions com aparcar, carrils de girs a l'esquerra, i carrers d'únic sentit es poden visualitzar abans de viatjar.

## Cobertura
Google Street es va introduir als Estats Units el 25 de maig del 2007, i només cobria zones dels Estats Units fins al 2 de juliol del 2008. Ara es poden veure imatges de 48 països diferents, dependències, i regions autonòmiques (tot i que hi ha parts d'altres països i dependències que es poden veure des d'ubicacions situades a prop de fronteres nacionals; per exemple, grans parts de la Ciutat del Vaticà es poden veure des del Street View de Roma). Les introduccions normalment han succeït de cada 2 a 100 dies. Fins al 26 de novembre del 2008, les grans ciutats (i poc després, les úniques ciutats) es marcaven amb icones de càmera, més de les quals s'afegien cada vegada. Després, totes les icones de càmera van desaparèixer en favor simplement de la cobertura "blava", mentre que altres característiques s'han afegit per convertir l'accés i l'ús de la característica més fàcil.
El 6 de juny del 2012, Google va anunciar que havia ocupat 20 petabytes de dades per Street View, que comprenien fotos fetes al llarg de 8 milions de quilòmetres de carreteres, que cobreixen 39 països i aproximadament 3.000 ciutats.
Tot seguit s'hi troba una taula que mostra els països disponibles a Street View i l'any en què es van afegir per primer cop. El text pla indica que el país només té vistes de certs comerços i/o atraccions turístiques.
| País/territori      | Data                    | Notes                                                                                 |
| ------------------- | ----------------------- | ------------------------------------------------------------------------------------- |
| Estats Units        | 25 de maig del 2007     | Primer país disponible d'Amèrica i del món.                                           |
| França              | 2 de juliol del 2008    | Primer país disponible d'Europa.                                                      |
| Austràlia           | 4 d'agost del 2008      | Primer país disponible d'Oceania.                                                     |
| Canadà              | 7 d'octubre del 2008    |                                                                                       |
| Espanya             | 27 d'octubre del 2008   |                                                                                       |
| Itàlia              | 29 d'octubre del 2008   |                                                                                       |
| Mèxic               | 9 de novembre del 2008  | Primer país d'Amèrica Llatina en ser afegit.                                          |
| Nova Zelanda        | 1 de desembre del 2008  |                                                                                       |
| Països Baixos       | 18 de març del 2009     |                                                                                       |
| Regne Unit          | 18 de març del 2009     |                                                                                       |
| Portugal            | 18 d'agost del 2009     |                                                                                       |
| Suïssa              | 18 d'agost del 2009     |                                                                                       |
| Taiwan              | 18 d'agost del 2009     | Primer país disponible d'Àsia.                                                        |
| República Txeca     | 7 d'octubre del 2009    |                                                                                       |
| Singapur            | 2 de desembre del 2009  | Primer país disponible d'Àsia Sud-oriental.                                           |
| Dinamarca           | 21 de gener del 2010    |                                                                                       |
| Suècia              | 21 de gener del 2010    |                                                                                       |
| Finlàndia           | 9 de febrer del 2010    |                                                                                       |
| Noruega             | 9 de febrer del 2010    |                                                                                       |
| Hong Kong           | 11 de març del 2010     | Primer lloc amb Street View de la massa continental asiàtica juntament amb Macau.     |
| Macau               | 11 de març del 2010     | Primer lloc amb Street View de la massa continental asiàtica juntament amb Hong Kong. |
| Sud-àfrica          | 7 de juny del 2010      | Primer país disponible d'Àfrica.                                                      |
| Brasil              | 30 de setembre del 2010 | Primer país disponible d'Amèrica del Sud.                                             |
| Irlanda             | 30 de setembre del 2010 |                                                                                       |
| Antàrtida           | 30 de setembre del 2010 | A l'Antàrtida el ninot es mostra com un pingüí de cara blanca.                        |
| Alemanya            | 2 de novembre del 2010  |                                                                                       |
| Romania             | 8 de desembre del 2010  |                                                                                       |
| Rússia              | 1 de febrer del 2011    | Només panoràmiques de museus fins al 2012.                                            |
| Mònaco              | 8 de juliol del 2011    |                                                                                       |
| Iraq                | 16 d'agost del 2011     | Només panoràmiques de museus.                                                         |
| Bèlgica             | 22 de novembre del 2011 |                                                                                       |
| Corea del Sud       | 24 de gener del 2012    |                                                                                       |
| Polònia             | 21 de febrer del 2012   |                                                                                       |
| Tailàndia           | 21 de març del 2012     |                                                                                       |
| Grècia              | 3 d'abril del 2012      | Només panoràmiques de museus.                                                         |
| Àustria             | 3 d'abril del 2012      | Només panoràmiques de museus i estacions d'esquí.                                     |
| Qatar               | 3 d'abril del 2012      | Només panoràmiques de museus.                                                         |
| Índia               | 3 d'abril del 2012      | Panoràmiques de comerços en les ciutats més grans i diversos punts de referència.     |
| Israel              | 3 d'abril del 2012      | Primer lloc amb Street View de l'Orient Mitjà                                         |
| Ucraïna             | 19 d'abril del 2012     |                                                                                       |
| Estònia             | 14 de maig del 2012     |                                                                                       |
| Letònia             | 14 de maig del 2012     |                                                                                       |
| San Marino          | 19 de juny del 2012     |                                                                                       |
| Andorra             | 25 de setembre del 2012 |                                                                                       |
| Croàcia             | 25 de setembre del 2012 |                                                                                       |
| Filipines           | 25 de setembre del 2012 | Només panoràmiques del fons marítim prop de l'Illa Apo i algunes parts d'Intramuros.  |
| Xile                | 25 de setembre del 2012 |                                                                                       |
| Eslovàquia          | 30 d'octubre del 2012   |                                                                                       |
| Botswana            | 27 de novembre de 2012  |                                                                                       |
| Gibraltar           | 14 de desembre del 2012 |                                                                                       |
| Lituània            | 30 de gener del 2013    |                                                                                       |
| Bulgària            | 6 de març del 2013      |                                                                                       |
| Nepal               | 18 de març del 2013     | Només panoràmiques de muntanyes destacades.                                           |
| Tanzània            | 18 de març del 2013     | Només panoràmiques de muntanyes destacades.                                           |
| Hongria             | 22 d'abril del 2013     |                                                                                       |
| Lesotho             | 22 d'abril de 2013      |                                                                                       |
| Emirats Àrabs Units | 24 de juny del 2013     | El Burj Khalifa i altres punts de referència.                                         |
| Perú                | 14 d'agost del 2013     |                                                                                       |
| Xina                | 21 d'agost del 2013     | Només panoràmiques de museus i de la Chengdu Panda Base.                              |
| Malàisia            | 27 d'agost del 2013     | Actualment cobrint parcs i atraccions turístiques només.                              |
| Colòmbia            | 3 de setembre del 2013  |                                                                                       |
| Equador             | 12 de setembre del 2013 | Només parcialment les Illes Galápagos.                                                |
| Swazilàndia         | 25 de setembre de 2013  |                                                                                       |
| Argentina           | 2 d'octubre del 2013    | Només panoràmiques de muntanyes destacades.                                           |
| Luxemburg           | 7 d'octubre del 2013    | Només panoràmiques de museus.                                                         |
| Islàndia            | 10 d'octubre del 2013   |                                                                                       |
| Eslovènia           | 29 de gener del 2014    |                                                                                       |
| Cambodja            | 31 de març del 2014     |                                                                                       |
| Sèrbia              | 23 de juliol del 2014   |                                                                                       |
| Indonèsia           | 21 d'agost del 2014     |                                                                                       |
| Egipte              | 9 de setembre del 2014  | Només disponible a la Necròpolis de Guiza.                                            |
| Argentina           | 25 de setembre del 2014 |                                                                                       |
| Bhutan              | 23 d'octubre del 2014   |                                                                                       |
| Bangladesh          | 21 de gener del 2015    |                                                                                       |